# Dissodactylus crinitichelis
Dissodactylus crinitichelis is een krabbensoort uit de familie van de Pinnotheridae. De wetenschappelijke naam van de soort is voor het eerst geldig gepubliceerd in 1901 door Moreira.